# Gustave Moreau

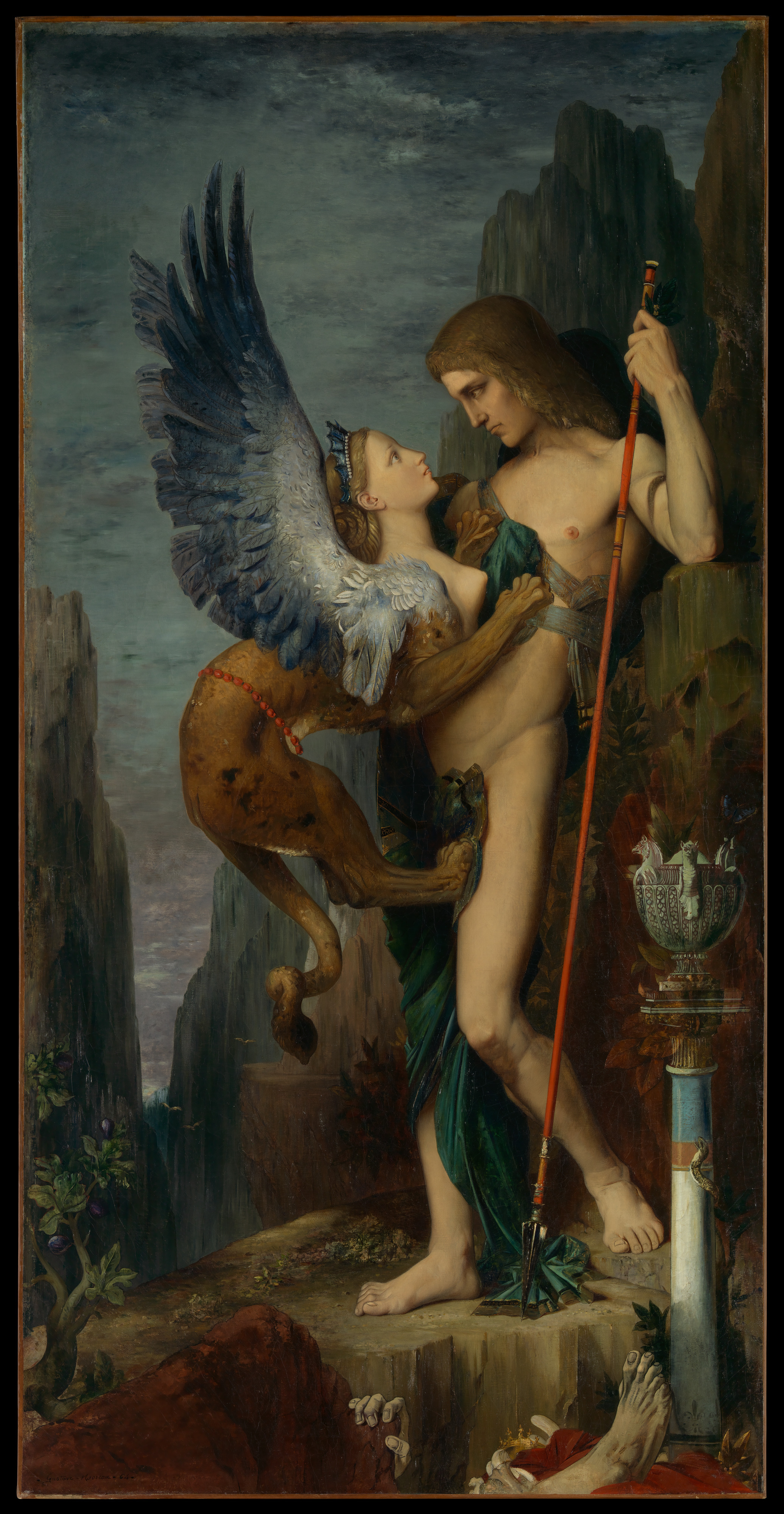
Èdip i l'esfinx (1864)

Gustave Moreau (París, 6 d'abril de 1826 - París, 18 d'abril de 1898) va ser un pintor francès, precursor del simbolisme i cèlebre per la seua estètica decadent.

## Biografia
Gustave Moreau va nàixer a París el 6 d'abril de 1826, en el si d'una família burgesa que no va posar obstacles a la seua vocació artística.
L'any 1838 va començar la seua educació a l'internat del Collège Rollin, però per diferents motius va haver d'abandonar l'internat i prosseguir la seua educació privadament. L'any 1841 va viatjar amb sa mare i altres parents a Itàlia, on va visitar diverses ciutats, realitzant diversos esbossos de paisatges i de monuments italians.
El 1844, completats els seus estudis de batxillerat, va ingressar com a deixeble al taller d'un pintor avui oblidat, l'acadèmic François-Édouard Picot. L'any 1847, va aprovar l'examen d'ingrés en la Reial Escola de Belles Arts de París. Va intentar per dues vegades obtenir el Prix de Rome, però va fracassar-hi, motiu pel qual va decidir abandonar l'Acadèmia. Va adoptar un nou mestre, el pintor Théodore Chassériau, antic deixeble d'Ingres i de Delacroix, i va conèixer per aqueixa mateixa època Pierre Puvis de Chavannes, dos anys major que ell, amb qui li unien no poques afinitats.
L'any 1852 va traslladar el seu taller al tercer pis d'una casa que els seus pares havien llogat per a ell, en el número 14 del carrer La Rochefoucauld. Va començar dedicant-se a copiar obres de mestres al Museu del Louvre, però aqueix mateix any va ser admès per primera vegada al Saló oficial, amb una Pietà, i va emprendre una destacable carrera com a pintor acadèmic. El 1855, en l'Exposició Universal de París, va exhibir la seua obra Els atenesos al laberint del Minotaure, junt amb pintors tan reputats com Ingres, Delacroix, Rousseau i Courbet.
Entre 1857 i 1859 va realitzar un segon viatge a Itàlia, visitant diverses ciutats, i pintant còpies de diversos mestres italians, com Miquel Àngel, Rafael, Veronès, Correggio i Carpaccio. En tornar a París, va iniciar una relació amorosa amb Alexandrine Dureux— "la meua millor i única amiga", segons les seues paraules —, que es prolongaria fins a la mort d'ella, l'any 1890.
Durant els anys següents, va prosseguir amb relatiu èxit la seua carrera com a pintor, tot i que els seus poc habituals temes sovint van provocar reaccions negatives. Es va allistar voluntari en esclatar la Guerra francoprussiana, l'any 1870, però va haver de ser llicenciat a causa dels seus forts atacs de reuma. Va viure amb horror la derrota francesa i l'època de la Comuna (18 de març - 20 de maig de 1871), durant la qual els frescos del seu amic Chasseriau en la Cour des Comptes van ser destruïts pel foc.
En els anys següents, es va accentuar la misantropia de l'artista, colpejat per les morts de sa mare, el 1884, i de la seua amant, Alexandrine Dureux, el 1890. L'any 1891 va succeir al seu amic Elie Delaunay, que havia mort, com a professor a l'Escola de Belles Arts de París. Des de 1891 fins a la seua mort, Moreau va ser professor de diversos artistes, entre els quals cal destacar pintors tan cèlebres com Henri Matisse, Albert Marquet i Georges Rouault, entre d'altres.
Va morir el 18 d'abril de 1898, als setanta-dos anys. Va ser sepultat al cementeri parisenc de Montmartre. A la seua mort va deixar com a llegat el seu taller, que va esdevenir el Museu Gustave Moreau, inaugurat el 13 de gener de 1903.

## Obra
| «                           | ...mai abans l'art de l'aquarel·la havia aconseguit semblant brillantor de matís; mai abans la pobresa dels pigments químics havia pogut dipositar en el paper semblants esplendors resplendents de pedres precioses, semblants matisos brillants com de vidres pintats, il·luminats pel sol de migdia, glòries tan sorprenents, tan enlluernadores, de riques vestidures i ardents tons carnals. | » |
| — J. K. Huysmans, À rebours | |   |

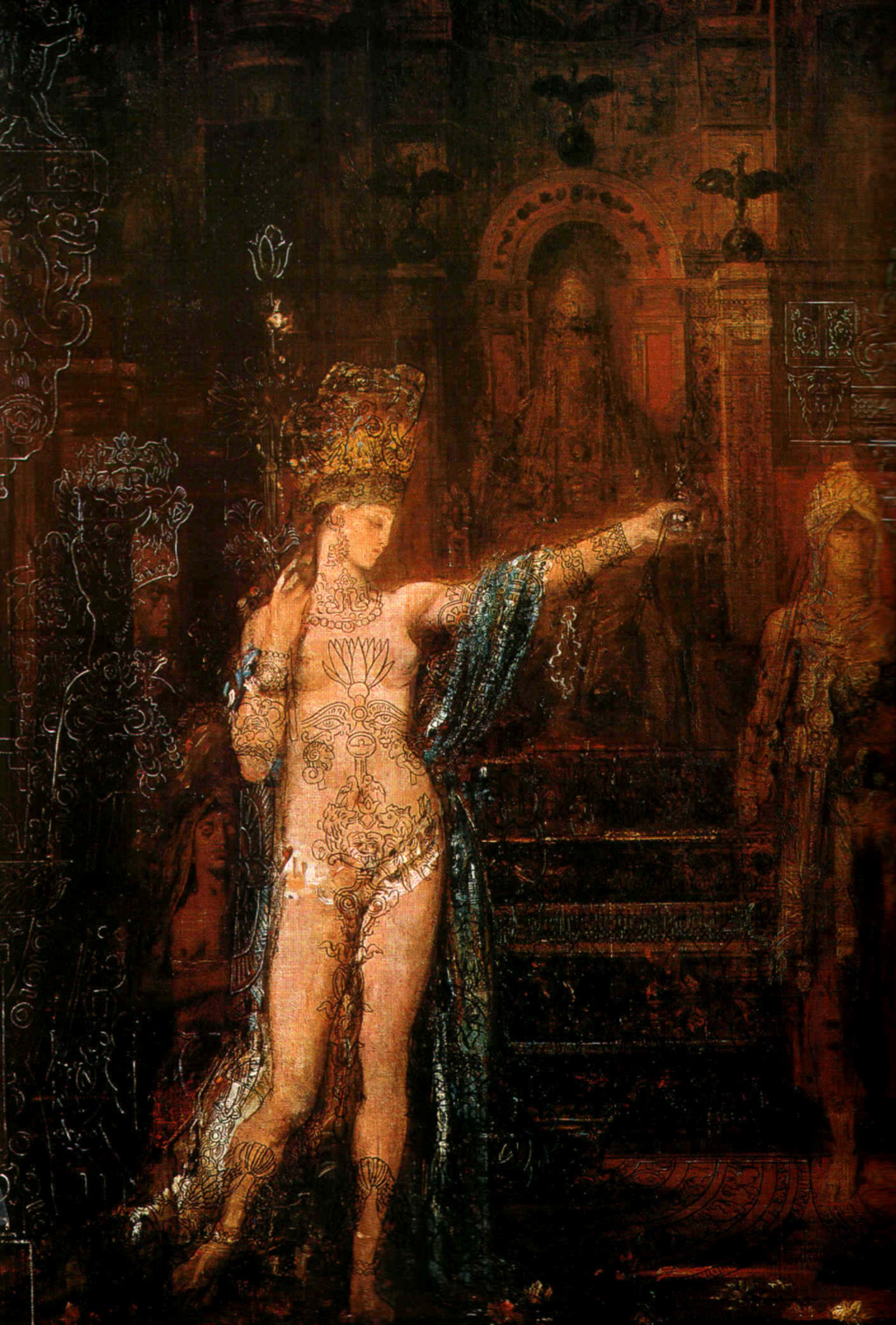
Salomé (1871)

L'obra de Moreau està a cavall entre el romanticisme i el simbolisme. Tot i que és freqüent incloure Moreau en la nòmina dels pintors simbolistes, la seua obra es va anticipar en diverses dècades a la proclamació oficial del moviment per Jean Moréas l'any 1886.
En les primeres obres de Moreau són destacables les influències d'Ingres, en el tractament de l'anatomia, especialment masculina, i de Delacroix, quant a l'elecció de temàtiques exòtiques, mitjançant el seu mentor Théodore Chasseriau, que havia estat deixeble d'ambdós. Amb el temps, l'obra de Moreau va concedint menor importància a la línia i més al colorit. De la seua última etapa, es conserva al museu Moreau una sèrie d'aquarel·les que la crítica contemporània considera molt pròximes a l'abstracció.
El món de Moreau està poblat d'adolescents andrògins i dones fascinants i perverses (com la Salomé del seu quadre L'aparició, però també Dalila o Dejanira). Mostra també una certa predilecció per tot allò monstruós. És evident el seu interès pels temes orientals i els ambients decadents (Júpiter i Semele, per exemple, evoca poderosament l'art de l'Índia).
No va freqüentar massa els temes cristians, tot i que l'any 1862 va pintar, per encàrrec, un Via Crucis per a l'església de Notre-Dame-de-Decazeville. No obstant això, dos temes de la iconografia cristiana són recurrents en la seua obra: el de la Pietat i el de sant Sebastià. És destacable també un quadre religiós bastant tardà, La flor mística (vers el 1890), de caràcter al·legòric, en el qual la flor de l'Església s'alimenta de la sang dels màrtirs.
Pot considerar-se precursor del simbolisme. La seua influència és decisiva en artistes emblemàtics del moviment com Odilon Redon. La seua obra conté una textura onírica que va fer que fóra revalorada, ja en el segle xx, pels surrealistes.
Tot i que Moreau va rebutjar sempre ser un pintor literari, ha de destacar-se l'impacte que la seua obra va causar entre literats tan rellevants com Théophile Gautier o Joris-Karl Huysmans, entre molts altres, atrets per la seua estètica simbolista i decadent. El protagonista d'A l'inrevés (À rebours), de Huysmans, Des Esseintes, encarnació del decadentisme, està fascinat per l'art de Moreau, i especialment pel quadre L'aparició.

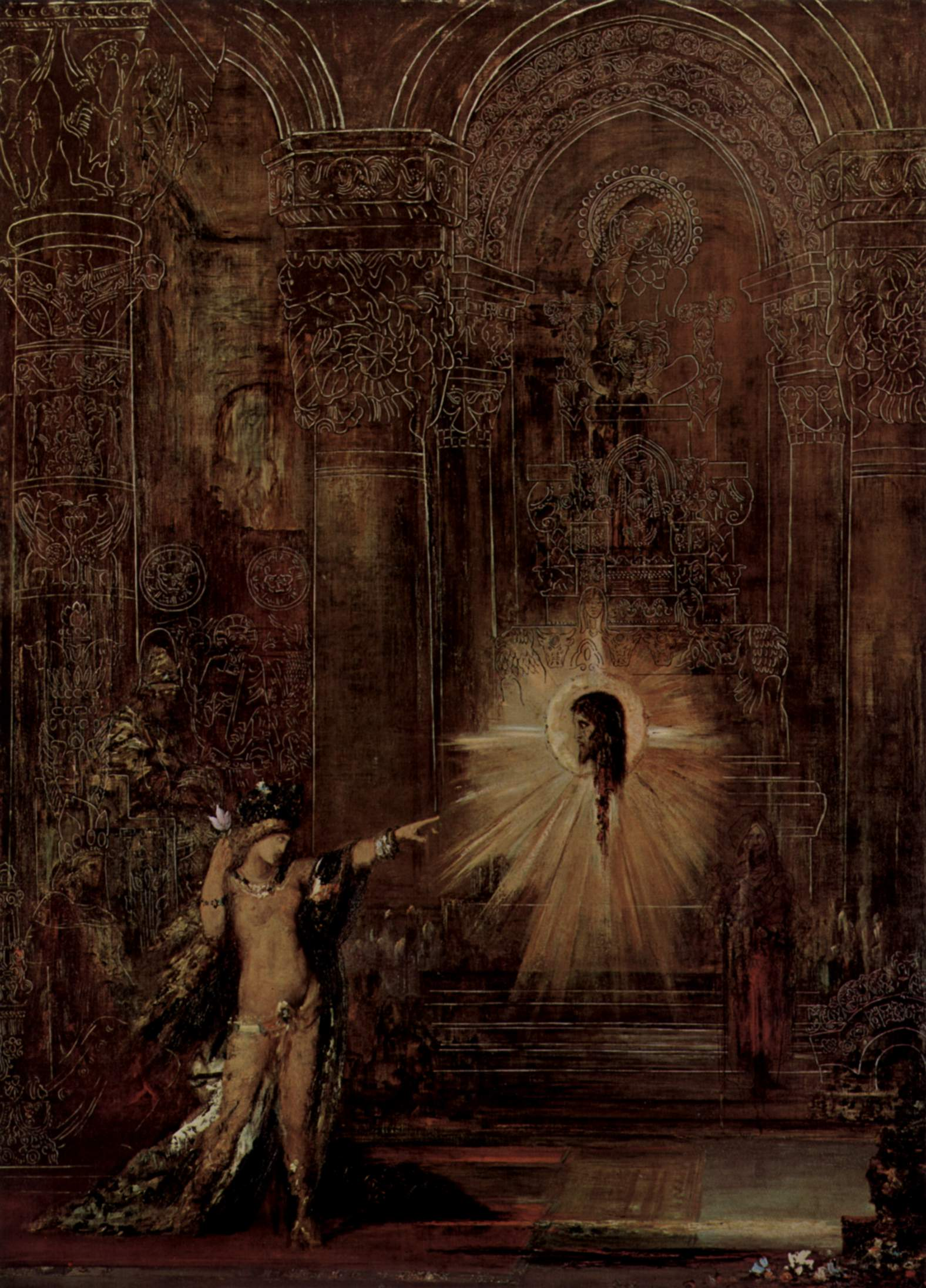
L'aparició (h. 1875)

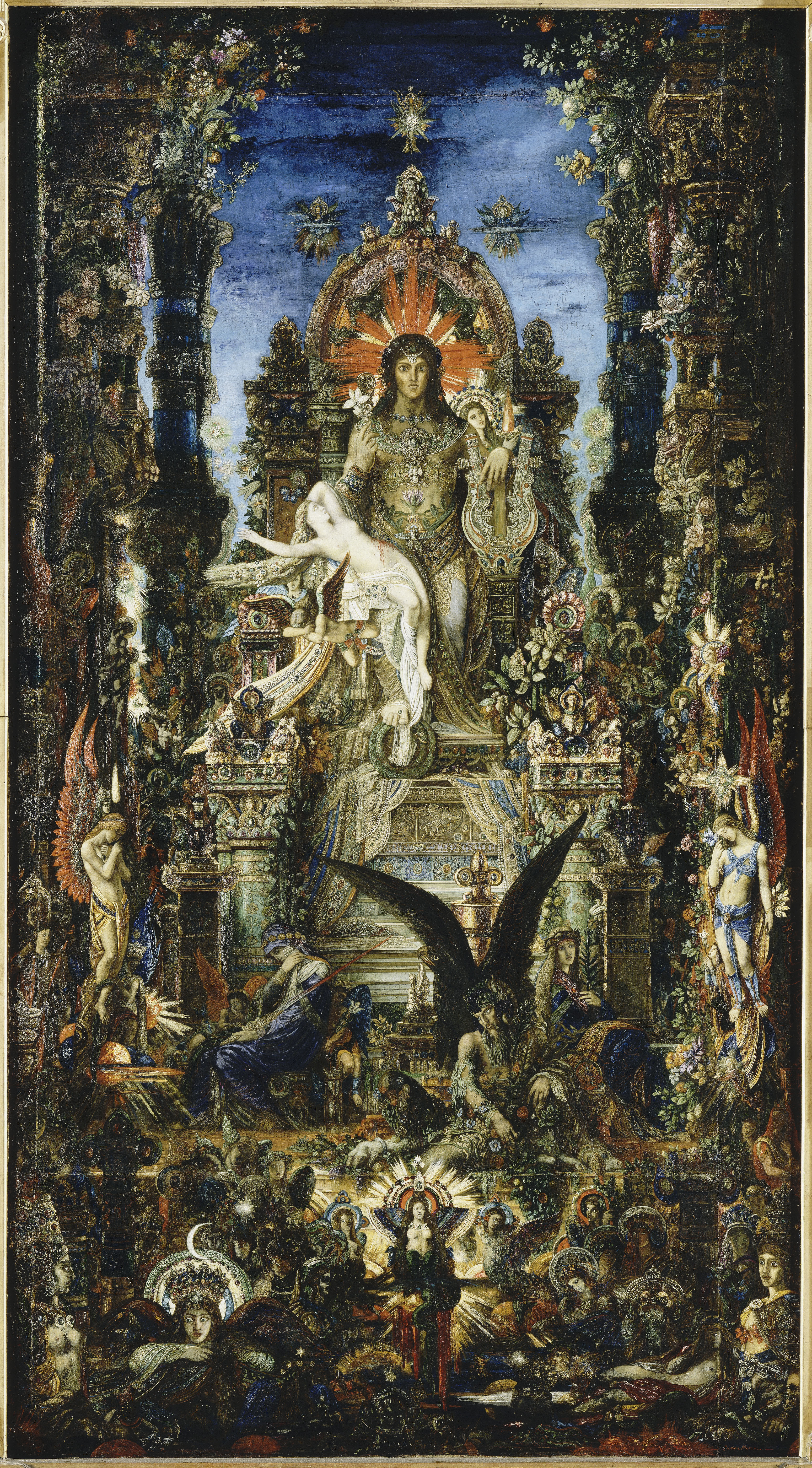
Júpiter i Semele (1890)

### Algunes obres destacades
- Èdip i l'esfinx (1864). Oli sobre llenç. 206 x 105 cm. Nova York, Metropolitan Museum of Art.
- Orfeu (1865). Oli sobre taula. 154 x 99,5 cm. París, Museu del Louvre.
- Diomedes devorat pels seus cavalls (1865). Oli sobre llenç. 138,5 x 84,5 cm. Rouen, Museu de Belles Arts.
- Cap d'Orfeu recollit per una jove (1866). Aquarel·la, 26 x 16 cm. París, Museu Moreau.
- El rapte de Dejanira (1870-1875). Llapis i ploma. 25 x 21 cm. París, Museu Moreu.
- L'aparició (1874-1876). Aquarel·la sobre paper. 105 x 72 cm. París, Museu del Louvre.
- Salomé (1875). Aquarel·la. 37 x 25 cm. París, Museu Moreau.
- El triomf d'Alexandre el Gran (1875-1890). Oli sobre llenç. 155 x 155 cm. París, Museu Moreau.
- Hèrcules i l'hidra de Lerna (1876). Oli sobre llenç. 175 x 153 cm. Chicago, Art Institute.
- Els unicorns (1885). Oli sobre llenç. 115 x 90 cm. París, Museu Moreau.
- Orfeu a la tomba d'Eurídice (1890). Oli sobre llenç. 173 x 128 cm. París, Museu Moreau.
- La flor mística (1890). Oli sobre llenç. 253 x 137 cm. París, Museu Moreau.
- Júpiter i Semele (1894-1895). Oli sobre llenç. 212 x 118 cm. París, Museu Moreau.

## Museu Gustave Moreau
La casa on l'artista tenia el seu domicili i el seu taller, en el número 14 del carrer La Rochefoucauld, és, des de 1903, el Museu Nacional Gustave Moreau. A més de preservar l'habitatge i el taller tal com estaven en vida de l'artista, el museu conserva més d'un miler de pintures, i prop de cinc mil dibuixos de Gustave Moreau.